# IHI
IHI (株式会社IHI Kabushiki-gaisha IHI?) (literalmente, compañía IHI) o IHI Corporation, es una compañía japonesa especializada en productos mecánicos de precisión, que inició su actividad en el siglo XIX como un astillero.

## Historia
El origen de la compañía se remonta a diciembre de 1853, cuando se fundó el astillero Ishikawajima. En la actualidad, y a través de una serie de subsidiarias, IHI realiza piezas de motores de aviación,piezas de automoción, de industria aeroespacial, estructuras de acero y maquinaria industrial, incluyendo piezas para la industria nuclear y química, como calderas, intercambiadores de calor, torres de refrigeración o vasijas de contención de reactores nucleares.
Esta compañía desarrolló el primer motor turborreactor de flujo axial funcional que equipó a un avión japonés, durante la Segunda Guerra Mundial, el Ishikawajima Ne-20. También produjo el segundo motor japonés de ese tipo, ya en los años 60, el IHI J3.

## Galería de imágenes

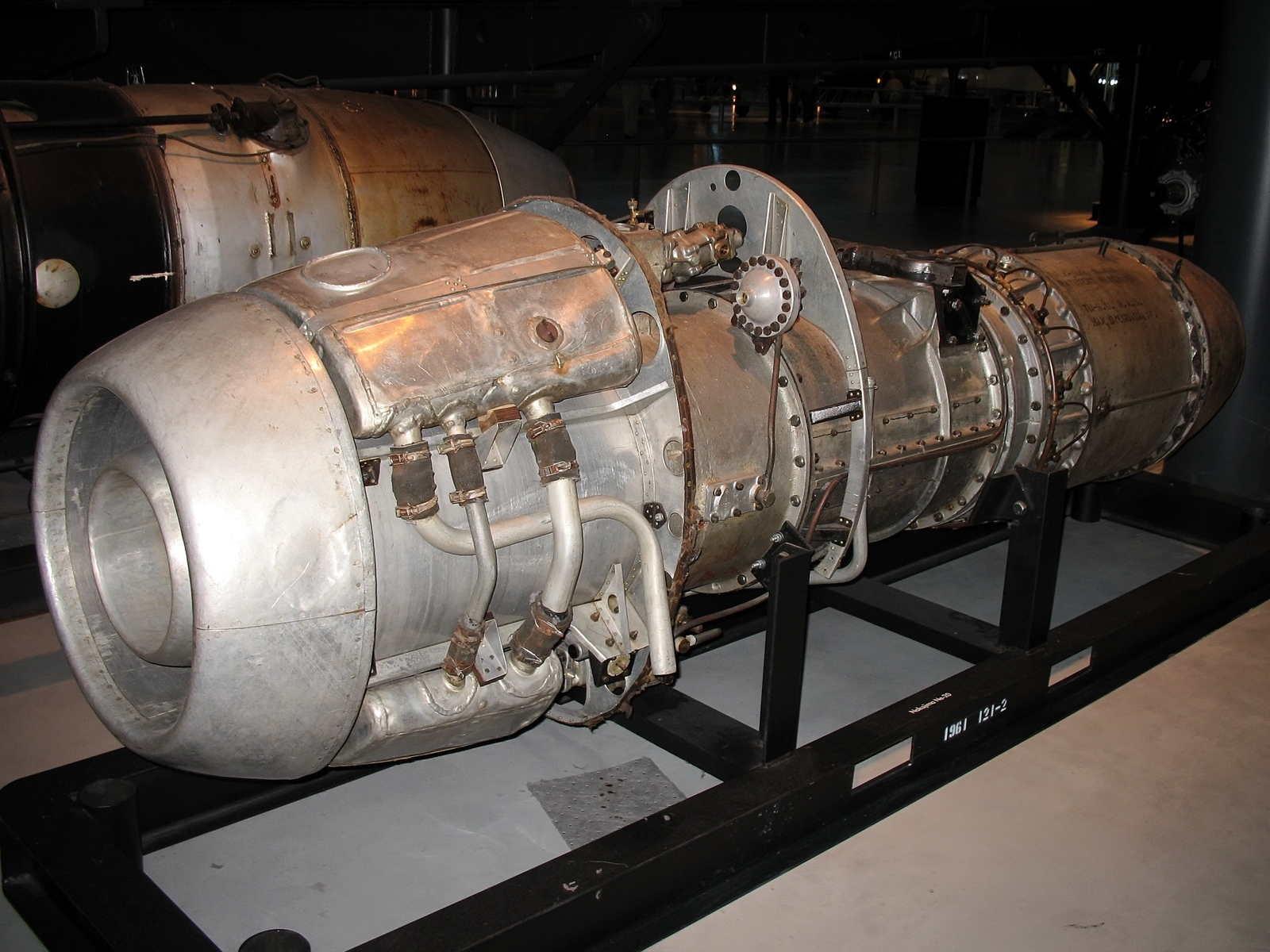
Turborreactor Ishikawajima Ne-20, que motorizaba al Nakajima J9Y.
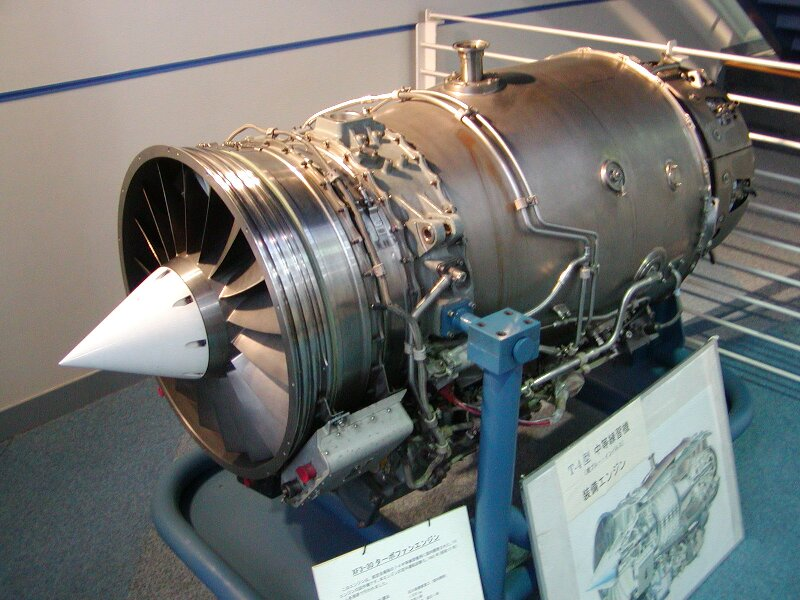
Turborreactor IHI F3, que motoriza al Kawasaki T-4.
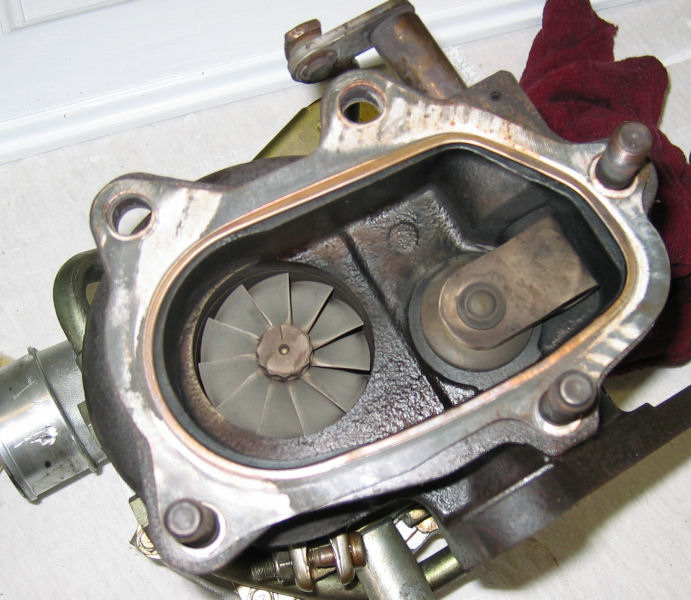
Turbocompresor VF39, equipado en los Subaru Impreza STi entre los años 2004 y 2006.